# Pachanga (música)
La pachanga es una mezcla de son montuno y merengue. [cita requerida] El uso del término para referirse a este género musical comenzó en Cuba en 1959.[cita requerida]
Este tipo de música tiene un estilo fiestero y movido, con letras burlonas y pícaras, tal como lo describe Celia Cruz:

La pachanga es un chachachá más libre, más abierto, más proclive a pasos diferentes y por ende, más popular por más bailable.
Dr. Cristóbal Díaz Ayala.

## Historia
En 1959, Eduardo Davidsón (1910-1994) creó la canción La pachanga, que grabó con la orquesta Sublime.
La canción fue orquestada por Richard Egües.

Ese arreglo me lo pidió el músico y director de orquesta Osvaldo Estivil para la disquera Panart. Le encontré a la composición un swing distinto. Lógicamente, no me imaginé hasta dónde aquella canción iba a llegar con un éxito arrollador como pocas veces habíamos visto. Las cosas de la música son así, cuando yo grabé con la orquesta Aragón El bodeguero y Sabrosona, tampoco imaginé que fueran a ser dos de los cañonazos del siglo.
Richard Egües, músico y arreglista

La orquesta Sublime empezó a tocar La pachanga en los Jardines de «La Tropical», un sitio de baile en La Habana. El flautista Melquíades Fundora cuenta que la presentación de la pachanga tuvo un gran impacto en los bailadores y músicos:

El cantante Miguelito Cuní nos dijo que estábamos locos. Le había sorprendido la rareza musical, con mucho sabor de Eduardo Davidson.
Melquíades Fundora, director de la orquesta Sublime

La pachanga pasó al número uno de las listas nacionales de la radio cubana y rápidamente se difundió por todo el Caribe. Al momento de la Revolución cubana en 1959, era la música más conocida de Cuba.[cita requerida]
El guerrillero argentino-cubano Ernesto ''Che'' Guevara diría acerca de la ideología de la revolución: «Este es un socialismo con pachanga».
El escritor y premio nobel Gabriel García Márquez, en su primera visita a La Habana dijo que Cuba era «una pachanga fenomenal».
La pachanga llegó a Nueva York, a través de las orquestas de charangascomo la Orquesta Aragón.
Una de las primeras orquestas que interpretaron La pachanga en Nueva York fue la charanga de «José Fajardo y sus Estrellas» (1919-2001).
A principios de 1960, en Nueva York y la Costa Este de Estados Unidos, la pachanga superó en popularidad al chachachá.

## Exponentes
- Eduardo Davidsón
- José Fajardo y sus Estrellas
- Orquesta Aragón